# Chelmsford
Chelmsford es una ciudad del Reino Unido y la capital del condado de Essex en la región de Este de Inglaterra. Está localizada en el área metropolitana de Londres.
La ciudad está situada a 50 km (31 millas) al nordeste de Londres y a una distancia similar de Colchester, la capital en tiempos de la provincia romana de Britania. El área de Chelmsford también la conforman los núcleos de población de Broomfield, Great Baddow, Moulsham, Widford y Springfield.
Guglielmo Marconi, el promotor de las transmisiones de radio, construyó la primera radio del mundo en Chelmsford en 1898. Chelmsford fue también el lugar de las primeras emisiones radiofónicas en los años 1920.
Su población es de 102 400 habitantes. En Chelmsford se encuentra la catedral más pequeña de Inglaterra.

## Transporte
Chelmsford está unida con Londres por una línea de ferrocarril —que cuenta con una estación en el centro de la ciudad— y por la autopista A12.

## Ciudades hermanadas
Chelmsford mantiene un hermanamiento de ciudades con:
- Annonay, Auvernia-Ródano-Alpes, Francia.
- Backnang, Baden-Wurtemberg, Alemania.
- Wuxi, Jiangsu, República Popular China.